# Sebastiania hexaptera
Sebastiania hexaptera är en törelväxtart som beskrevs av Ignatz Urban. Sebastiania hexaptera ingår i släktet Sebastiania och familjen törelväxter. Inga underarter finns listade i Catalogue of Life.